# 日本國鐵B20型蒸汽機車
B20型蒸汽机车是日本國有鐵道前身運輸通信省及后来的運輸省在第二次世界大战末期以及战争结束后制造的一种水柜式蒸汽机车，亦是日本国铁最小功率的蒸汽机车。

## 设计
由于此款机车大量采用旨在尽可能节省材料的战时设计，使得机车外观棱角分明，且因为没有安装空气压缩机，机车无法使用压缩空气制动，因此只能依靠蒸汽制动来控制机车制动，而这也决定此款机车只能在车库内调车。

## 保存
- B20 1

此车从日本国铁退役时，配属于小樽筑港机务段，退役后一度封存于小樽筑港内，后送往北海道岩见泽市朝日町万字线铁道公园（朝日站旧址）静态展示
- B20 10

此车从日本国铁退役时，配属于鹿儿岛机务段。1972年此车被当时的梅小路蒸汽火車博物館（京都鐵道博物館前身）收藏，曾一度动态展示，1979年后转为静态展示。2002年，为庆祝开馆30周年及西日本旅客鐵道成立15周年而将此车整修至动态保存。

## 备注
1. ↑  .   [2018-04-06]. （原始内容存档于2017-05-16）.
2. ↑  .   [2018-04-06]. （原始内容存档于2021-01-24）.
3. ↑  .   [2018-04-07]. （原始内容存档于2013-08-29）.
4. ↑  .   [2018-04-07]. （原始内容存档于2015-09-09）.
5. ↑  .   [2018-04-07]. （原始内容存档于2019-01-23）.